# Marti ten Kate
Martinus (Marti) ten Kate (Vollenhove, 16 december 1958) is een Nederlandse voormalige atleet uit Enschede, die zich gespecialiseerd had in de lange afstand. Hij liep in zijn carrière tussen 1985 en 1997 35 marathons. Hij nam deel aan de Olympische Spelen, twee wereldkampioenschappen en twee Europese kampioenschappen. Ook werd hij dertienmaal Nederlands kampioen. Hij is naast zijn prestaties bekend om zijn kenmerkende zonnebril en loopstijl. Ook na 1997 bleef hij actief als wedstrijdloper op een wat lager niveau en bleef hij ook regelmatig wedstrijden, waaronder marathons, lopen.

## Biografie

### Verslingerd aan halve marathon
In 1983, 1988 en 1990 won Ten Kate, een voormalige computerprogrammeur, de halve marathon van Egmond. Hij is hiermee bij de mannen de enige atleet die deze loop driemaal op zijn naam heeft geschreven. Eenzelfde record vestigde hij bij de Bredase Singelloop, die hij in 1986, 1989 en 1991 won. De City-Pier-City Loop wist Ten Kate zelfs viermaal te winnen, in 1987, 1988, 1989 en 1990; ook dit deed niemand hem bij de mannen ooit na.
Meer dan welke afstand ook was Ten Kate aan de halve marathon verslingerd. In een interview in 1988 verwoordde hij het als volgt: "Het spel ervan vind ik heerlijk. Vooral als het stormt en regent. Dat geeft een extra dimensie. Ik zou in principe in elke halve marathon achter in de kopgroep kunnen meelopen, om met mijn snelheid in de eindsprint de hele boel op te rollen. Maar daar vind ik niets aan. Het is juist leuk om het kopwerk niet te schuwen. Dat geeft meer voldoening. En dan af en toe keihard versnellen. Het liefst tegen de wind in. Stukje hard, stukje zacht, links van het parkoers, rechts van het parkoers, het tempo opvoeren op elk heuveltje. En het veld dan horen kreunen en steunen." Soms kreunde en steunde hij overigens zelf ook. Zoals in 1984, toen de Twent bij windkracht acht op het Egmondse strand alleen kwam te lopen. "Ik ben natuurlijk nogal licht en werd op het strand gewoon teruggeblazen. Daardoor ben ik een eind achterop geraakt". Dat jaar werd hij 'slechts' zevende.

### Prestaties op WK's en OS
Op andere afstanden kon Ten Kate er trouwens ook wat van. Zo won hij in 1987 de Zevenheuvelenloop en de marathon van Maassluis. Zijn snelste marathon liep hij in 1989 in Rotterdam met een tijd van 2:10.04. Deze tijd is tot op heden (juli 2019) de vijfde beste ooit gelopen door een Nederlander. In 1990 werd hij zestiende in Aix-les-Bains op de wereldkampioenschappen veldlopen. Tweemaal (1987 en 1988) won hij de marathon van Enschede. Op het WK marathon in 1987 behaalde hij een 24e plaats met een tijd van 2:22.21.
In 1988 vertegenwoordigde Ten Kate Nederland op de Olympische Spelen van Seoel. Daar werd hij negende op de 10.000 m (27.50,30) en behaalde hij een vijftiende plaats op de olympische marathon (2:14.53). Meer dan 30 jaar later (peildatum juli 2019) is zijn in Seoel gelopen 10.000 m-tijd nog altijd de vierde beste tijd ooit van een Nederlandse atleet. Slechts Kamiel Maase (27.26,29 in 2002), Gerard Tebroke (27.36,64 in 1978) en Jos Hermens (27.41,25 in 1977) waren sneller.

### Donald Duck of Charlie Chaplin
Marti ten Kate was niet alleen vanwege zijn onafscheidelijke zonnebril een opvallende verschijning, maar vooral ook door zijn karakteristieke stijl van lopen. Zelf vergeleek hij zijn 'waggelende' gang met Donald Duck. Buitenstaanders trokken een andere vergelijking, die met Charlie Chaplin, vanwege hetzelfde snorretje, de vergelijkbare mimiek en – bovenal – die tamelijk unieke manier van lopen. "Die loopstijl heb ik vermoedelijk zo meegekregen", aldus Ten Kate in het Algemeen Dagblad in januari 1984. "Het is gek, maar wanneer ik met jongens van dezelfde lengte loop, kom ik steevast een kop kleiner over. Ik zit diep, leun achterover en heb een merkwaardige slinger in mijn benen. Maar ja, gevoelsmatig past die lichaamshouding nu eenmaal het beste bij mij."

### Vier- tot vijfmaal rond de wereld
Al met al moet Ten Kate naar schatting tussen de 175.000 en 200.000 loopkilometers hebben afgelegd. Ofwel: zo'n vier à vijf keer de wereld rond. Als ontegenzeggelijk bewijs heeft hij zijn jarenlange trainingsactiviteiten gedetailleerd opgetekend in vele schriftjes, inclusief het aantal gelopen kilometers, de namen van trainingsmaatjes, gegevens over de weersomstandigheden en de door hem gebruikte schoenen.
In 2005 werd Marti ten Kate door de KNAU onderscheiden met het beeldje de loper. Het beeld wordt toegekend aan een persoon, comité of instantie die zich op het gebied van de recreatieve atletiekbeoefening in een kalenderjaar of een reeks van jaren heeft onderscheiden.
In zijn actieve tijd was hij aangesloten bij Fortis in Enschede. Tegenwoordig werkt Ten Kate voor sportkoepel NOC*NSF als Coördinator Voorzieningen Topsporters.
Voor De Twentsche Courant Tubantia verzorgt hij al tientallen jaren hardloopclinics voor ongebonden lopers, uitmondend in deelname aan de 10 km of halve marathon bij de marathon van Enschede. In 2004 werd met een grote groep lezers de New York City Marathon gelopen en in 2010 was Berlijn het hoofddoel. In 2012 namen 100 lezers van de Twentsche Courant Tubantia deel aan de marathon van Athene.

### Boek
Op zijn 50e verjaardag verscheen zijn Biografie in boekvorm: Oerend Hard.

## Nederlandse kampioenschappen
Outdoor
| Onderdeel                 | Jaar                   |
| ------------------------- | ---------------------- |
| 5000 m                    | 1984, 1988, 1989       |
| 10.000 m                  | 1986, 1987, 1989, 1990 |
| 25 km                     | 1988                   |
| marathon                  | 1987                   |
| 3000 m steeple            | 1982                   |
| veldlopen (lange afstand) | 1989                   |

Indoor
| Onderdeel | Jaar |
| --------- | ---- |
| 1500 m    | 1981 |
| 3000 m    | 1983 |

## Persoonlijke records
Outdoor
| Onderdeel      | Prestatie | Datum             | Plaats   |
| -------------- | --------- | ----------------- | -------- |
| 800 m          | 1.53,6    | 16 augustus 1981  | Leiden   |
| 1500 m         | 3.45,8    | 22 augustus 1986  | Nijmegen |
| 3000 m         | 7.57,16   | 26 augustus 1983  | Brussel  |
| 5000 m         | 13.33,41  | 13 augustus 1989  | Hengelo  |
| 10.000 m       | 27.50,30  | 26 september 1988 | Seoel    |
| 3000 m steeple | 8.34,74   | 27 juni 1986      | Hengelo  |

Weg
| Onderdeel      | Prestatie         | Datum             | Plaats    |
| -------------- | ----------------- | ----------------- | --------- |
| 15 km          | 43.51             | 19 november 1989  | Nijmegen  |
| 10 Eng. mijl   | 46.06 (beste (NP) | 29 september 1991 | Amsterdam |
| 25 km          | 1:14.48           | 20 augustus 1988  | Haguenau  |
| halve marathon | 1:01.34           | 2 april 1989      | Den Haag  |
| marathon       | 2:10.04           | 16 april 1989     | Rotterdam |

Indoor
| Onderdeel | Prestatie | Datum            | Plaats    |
| --------- | --------- | ---------------- | --------- |
| 1500 m    | 3.52,00   | 20 maart 1983    | Zuidlaren |
| 3000 m    | 8.17,1    | 27 december 1981 | Zuidlaren |

## Palmares

### 1500 m
- 1981:  NK indoor - 3.52,1
- 1983:  NK indoor - 3.52,00

### 3000 m
- 1982:  NK indoor - 8.26,20
- 1983:  NK indoor - 8.21,51

### 5000 m
- 1983:  NK - 14.02,56
- 1984:  NK - 13.49,83
- 1988:  NK - 13.44,09
- 1989:  NK - 13.45,60

### 10.000 m
- 1986:  NK - 28.43,82
- 1987:  NK - 28.32,5
- 1988: 9e OS - 27.50,30
- 1989:  NK - 28.43,43
- 1990:  NK - 28.47,92
- 1990: 8e EK in Split - 28.12,53
- 1991: 14e WK - 28.33,49
- 1992:  NK - 29.24,09

### 3000 m steeple
- 1981:  NK - 8.45,64
- 1982:  NK - 8.43,80
- 1986:  NK - 8.44,79

### 10 km
- 1988: 4e Schipholrun - 29.40
- 1989:  Groesbeek in Den Haag - 28.11
- 1989:  San Silvestro Boclassic in Bolzano - 28.32,8
- 1990:  Bolzano - 28.44
- 1991: 5e Bolzano Road Race - 28.49
- 1993:  Parelloop - 29.15
- 1994:  Parelloop - 28.36
- 1996:  Roden - 29.56
- 1997: 5e Fortis Loopfestijn in Voorthuizen - 29.41
- 1998: 8e Salverda Berkumloop in Zwolle - 33.16
- 1999: 14e Banthumloop in Bergentheim - 33.05
- 1999:  NUON Run Classics- masters - onbekend
- 2000: 22e Zwitserloot Dak Run  in Groesbeek - 31.43
- 2000: 4e Salverda Berkumloop in Zwolle - 30.53
- 2001: 4e Salverda Berkumloop in Zwolle - 32.10
- 2001: 21e Zwitserloot Dak Run in Groesbeek - 33.36
- 2002: 5e Salverda Berkumloop in Zwolle - 33.32
- 2003: 9? Klap- tot Klaploop in Stadskanaal - 32.27
- 2004: 25e Sint Bavoloop in Rijsbergen - 34.26
- 2004: 22e Gerard Tebroke Memorial Run in Aalten - 34.36
- 2005: 6e Hardenberg City Run - 32.38
- 2005: 29e Stadsloop Appingedam - 34.39,9
- 2005: 28e Microfort Sevenaer Run in Zevenaar - 36.09
- 2005: 14e Salverda Berkumloop in Zwolle - 34.21
- 2006: 34e Stadsloop Appingedam - 35.40,2
- 2006: 11e Wiezoloop in Wierden - 34.54
- 2007: 7e Salverda Berkumloop in Zwolle - 34.19
- 2011: 27e Wiezoloop in Wierden - 35.14

### 15 km
- 1987:  Zevenheuvelenloop - 45.11
- 1989:  Zevenheuvelenloop - 43.52
- 1991: 5e Zevenheuvelenloop - 44.53
- 1992: 21e Gasparilla Distance Classic in Tampa - 44.24
- 1992: 15e Zevenheuvelenloop - 45.55
- 1993: 16e Zevenheuvelenloop - 45.27
- 1994: 13e Zevenheuvelenloop - 45.49
- 1995: 14e Zevenheuvelenloop - 45.54
- 1997:  Wolphaartsdijk - 46.32
- 1997: 9e Montferland Run - 47.55
- 1999: 58e Zevenheuvelenloop - 50.29
- 1999: 14e Montferland Run - 49.42
- 2000: 27e Zevenheuvelenloop - 47.19
- 2000: 18e Montferland Run - 49.45
- 2001: 8e Posbankloop - 49.27
- 2001: 50e Zevenheuvelenloop - 48.38
- 2002: 20e Posbankloop - 52.14
- 2003: 47e Montferland Run - 52.51
- 2004: 41e Montferland Run - 51.35
- 2005: 81e Zevenheuvelenloop - 51.59
- 2005: 15e Posbankloop - 53.21

### 10 Eng. mijl
- 1986: 8e Dam tot Damloop - 47.20
- 1987: 4e Dam tot Damloop - 46.34
- 1988: 5e Becel in Antwerpen - 47.31
- 1988: 7e Den Haag - 47.56
- 1989: 6e Dam tot Damloop - 47.06
- 1990:  Great South Run - 47.52
- 1990: 5e Dam tot Damloop - 47.38
- 1990:  Nacht von Borgholzhausen - 46.58
- 1991:  Dam tot Damloop - 46.06 (beste NP)
- 1992: 10e Den Haag - 48.01
- 1992: 5e Telematica Run - 48.24
- 1993: 6e Fit Den Haag - 48.42
- 1993: 10e Dam tot Damloop - 47.24
- 1993: 9e Telematica Run - 48.34
- 1994: 5e Telematica Run - 48.45
- 1994: 32e Dam tot Damloop - 51.17
- 1994: 7e Fit Den Haag - 48.26
- 1995: 21e Dam tot Damloop - 49.40
- 1996: 23e Dam tot Damloop - 48.42
- 1996:  Nijverdal - 48.01
- 1997:  Winterswijk - 49.21
- 1997: 12e Dam tot Damloop - 47.54
- 1998: 16e Gildehuysloop in Beverwijk - 53.24
- 1999: 28e Telematica Run - 54.43
- 2000: 10e Gildehuys in Beverwijk - 51.53
- 2000: 32e Tilburg Ten Miles - 54.59
- 2004: ?25e Diepe Hel Holterbergloop - 56.51

### 20 km
- 1983:  20 van Alphen - 57.59
- 1983: 12e 20 km van Parijs - 58.37
- 1984:  20 van Alphen - 59.48
- 1985:  Zilveren Molenloop - 1:01.27
- 1987:  20 van Alphen - 57.57
- 1989:  20 van Alphen - 57.29
- 1990:  20 van Alphen - 1:00.10
- 1992: 15e 20 van Alphen - 1:01.14
- 1993: 9e 20 van Alphen - 1:00.46
- 1994: 10e 20 van Alphen - 1:00.15
- 1995: 5e 20 van Alphen - 59.41
- 1998: 26e 20 van Alphen - 1:03.12
- 2003: 33e 20 van Alphen - 1:07.48

### halve marathon
- 1983:  halve marathon van Egmond - 1:06.45
- 1984: 7e halve marathon van Egmond - 1:08.43
- 1984:  City-Pier-City Loop - 1:03.24
- 1985: 5e halve marathon van Egmond - 1:11.14
- 1986:  halve marathon van Egmond - 1:08.19
- 1986:  City-Pier-City Loop - 1:02.57
- 1986:  Bredase Singelloop - 1:03.52
- 1987:  halve marathon van Egmond - 1:06.17
- 1987:  City-Pier-City Loop - 1:03.14
- 1988:  halve marathon van Egmond - 1:03.25
- 1988:  City-Pier-City Loop - 1:02.20
- 1989:  City-Pier-City Loop - 1:01.34
- 1989:  Bredase Singelloop - 1:02.23
- 1990:  halve marathon van Egmond - 1:03.32
- 1990:  City-Pier-City Loop - 1:02.24
- 1990:  Trosloop in Haarlem - 1:03.40
- 1991: 10e halve marathon van Egmond - 1:07.36
- 1991:  Bredase Singelloop - 1:02.16
- 1991:  Trosloop in Haarlem - 1:02.52
- 1991: 5e Route du Vin - 1:01.33
- 1992: 8e halve marathon van Egmond - 1:04.58
- 1992: 7e City-Pier-City Loop - 1:02.58
- 1992: 4e NK in Onderdijk - 1:03.53 (4e overall)
- 1992: 36e WK in South Shields - 1:02.57
- 1993: 22e halve marathon van Egmond - 1:06.23
- 1993: 5e Piet van Alphen Memorial in Onderdijk - 1:06.54
- 1994: 12e halve marathon van Egmond - 1:05.50
- 1995: 8e City-Pier-City Loop - 1:03.27
- 1996: 14e halve marathon van Egmond - 1:06.15
- 1996: 5e Maastricht Stadsloop - 1:05.27
- 1996: 12e NK in Deventer - 1:06.46
- 1996: 12e Bredase Singelloop - 1:04.15
- 1997:  Drenthe Marathon - 1:04.25
- 1997: 8e Bredase Singelloop - 1:04.01
- 1997:  Marquetteloop - 1:05.59
- 1998: 23e halve marathon van Egmond - 1:08.17
- 1998:  Groet uit Schoorl Run - 1:04.59
- 1998: 27e Bredase Singelloop - 1:13.46
- 1999: 12e? Houtwijk Kerstloop - 1:10.50
- 2000:  Drentse Volksmarathon in Noordscheschut - 1:08.43
- 2000: 11e Houtwijk Kerstloop in Dronten - 1:09.39
- 2000: 36e Dam tot Damloop - 1:08.18
- 2001: 10e Marquetteloop - 1:12.05
- 2002: 19e halve marathon van Duiven - 1:15.16
- 2003: 32e City-Pier-City Loop - 1:09.10
- 2004: 22e Marquetteloop - 1:15.44
- 2004: 24e Houtwijk Kerstloop in Dronten - 1:14.31
- 2004: 80e? City-Pier-City Loop - 1:21.30
- 2006: 27e Marquetteloop - 1:22.26
- 2007: 14e halve marathon van Dalfsen - 1:14.25
- 2007: 28e Marquetteloop - 1:16.34
- 2008: 10e halve marathon van Enschede - 1:22.33
- 2009: 15e halve marathon van Enschede - 1:28.29
- 2011: 25e Furness Car in Dalfsen - 1:18.49

### 25 km
- 1983:  Griesheimer - 1:17.09
- 1988:  NK - 1:16.16
- 1988:  NED-FRA-FRG-SUI in Haguenau - 1:14.48
- 1988:  Grindmerenloop - 1:18.46

### 30 km
- 2003: 10e Groet uit Schoorl Run - 1:45.44 (3e M40)

### marathon

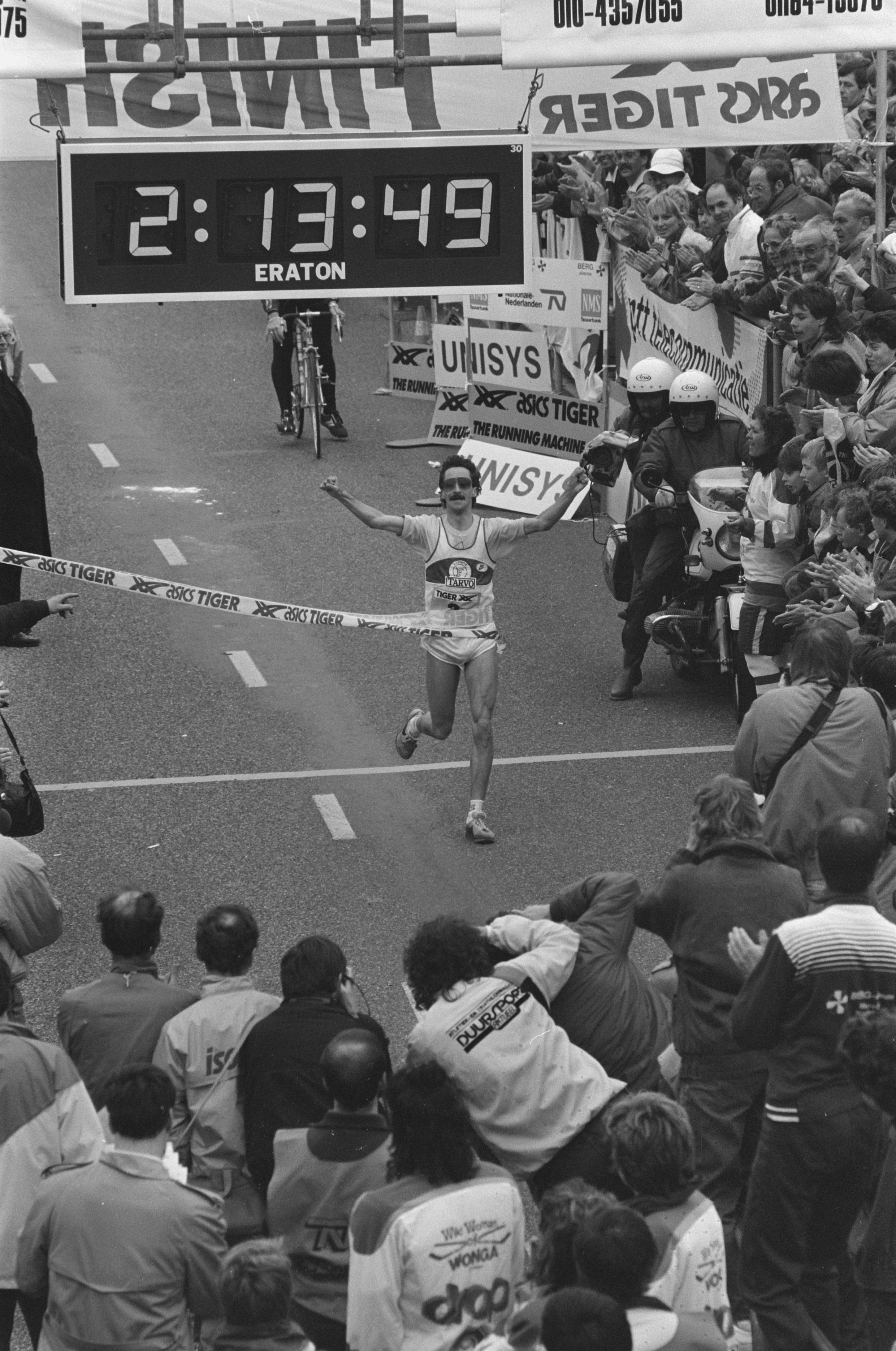
Marti ten Kate wint de Westland Marathon in 1987.

- 1980: 13e marathon van Apeldoorn - 2:28.35
- 1985: 4e marathon van Rotterdam - 2:12.56
- 1985:  NK in Enschede - 2:17.52 (8e overall)
- 1986: 50e marathon van Beppu
- 1987:  Westland Marathon - 2:13.49
- 1987:  NK in Enschede - 2:13.52 (1e overall)
- 1987: 24e WK in Rome - 2:22.21
- 1988: 5e marathon van Rotterdam - 2:11.49
- 1988: 15e OS in Seoel - 2:14.53
- 1989:  marathon van Rotterdam - 2:10.04
- 1989:  marathon van Enschede - 2:10.57
- 1990: 14e EK in Split - 2:21.55
- 1990: 15e New York City Marathon - 2:19.16
- 1991: 16e New York City Marathon - 2:18.18
- 1992:  marathon van Eindhoven - 2:15.39
- 1993: 4e NK in Rotterdam - 2:19.28 (18e overall)
- 1993: 4e marathon van Enschede - 2:14.01
- 1993:  marathon van Amsterdam - 2:12.39
- 1994: 15e marathon van Rotterdam - 2:16.43
- 1994: 28e EK in Helsinki - 2:16.48
- 1995: 9e marathon van Enschede - 2:19.25
- 1995: 160e New York City Marathon - 2:43.00
- 1996: 10e marathon van Amsterdam - 2:24.32
- 1997: 9e marathon van Enschede - 2:18.06
- 1997: 9e NK in Eindhoven - 2:22.45 (24e overall)
- 2003: 1e M45 marathon van Enschede - 2:40.33 (10e overall)
- 2003: 880e New York City Marathon - 3:11.31
- 2004: 57e M45 New York City Marathon - 3:03.31
- 2005: 2e M45 marathon van Enschede - 2:49.13 (21e overall)
- 2005: 6e Great Wall Marathon - 3:53.45
- 2006: 2e M45 marathon van Enschede - 2:44.40 (17e overall)
- 2006: 45e M45 New York City Marathon - 2:56.29
- 2007: 1e M45 marathon van Groningen - 2:42.41 (7e overall)
- 2007: 50e marathon van Peking - 2:52.02
- 2007: 500e New York City Marathon - 2:55.53
- 2008: 250e M45 New York City Marathon - 3:14.50
- 2009: 3000e marathon van Rome - 3:55.00
- 2010: 152e M50 marathon van Berlijn - 3:10.25
- 2010: 100e M50 New York City Marathon - 3:50.19
- 2011: 50e M50 marathon van Berlijn - 2:59.15
- 2011: 500e marathon van Athene - 3:26.00
- 2012: 237e marathon van Athene - 3:13.54
- 2013: 182e marathon van Münster - 3:14.22

### overige afstanden
- 1990:  4 Mijl van Groningen - 18.35
- 1991:  Asselronde (27,5 km) - 1:27.28

### veldlopen
- 1982: 12e NK in Norg - onbekend
- 1982:  Warandeloop - 28.18
- 1982:  Duindigtcross (8 km) - 27.16,5
- 1983:  Sylvestercross - 29.06
- 1983:  NK in Eibergen - 36.37,56
- 1983: 92e WK te Gateshead (11.994 m) - 39.00
- 1983: 14e Warandeloop
- 1984: 6e NK in Bergen op Zoom - 37.33
- 1984: 130e WK te East Rutherford (12.086 m) - 35.40
- 1984: 4e Warandeloop - 29.48
- 1985:  Mastboscross - 34.23
- 1985: 7e NK in Landgraaf - 38.33
- 1985: 87e WK in Lissabon (12,19 km) - 35.13
- 1985:  Warandeloop - 28.31
- 1987:  Mastboscross - 34.50
- 1987:  NK in Zeeland - 38.39
- 1988:  NK in Landgraaf - 37.54
- 1989:  NK in Landgraaf - 37.28
- 1989: 99e WK in Stavanger (12 km) - 42.58
- 1989:  Warandeloop - 30.16
- 1990:  Mastboscross - 34.12
- 1990:  NK in Deurne - 38.39
- 1990: 16e WK in Aix-les-Bains (12.200 m) - 35.17 (beste Ned. prest. ooit)
- 1991:  NK in Deurne - 38.48
- 1991: 7e Warandeloop - 30.33
- 1992: 22e NK in Utrecht - 40.23
- 1993: 4e NK in Harderwijk - 36.23
- 1993: 15e Warandeloop - 30.30
- 1995: 11e NK in Wassenaar - 36.22
- 1997: 20e NK in Apeldoorn - 39.40

## Onderscheidingen
- KNAU lid van verdienste - 1998
- KNAU-onderscheiding 'De Loper' - 2005